# Alésia (Métro Paris)

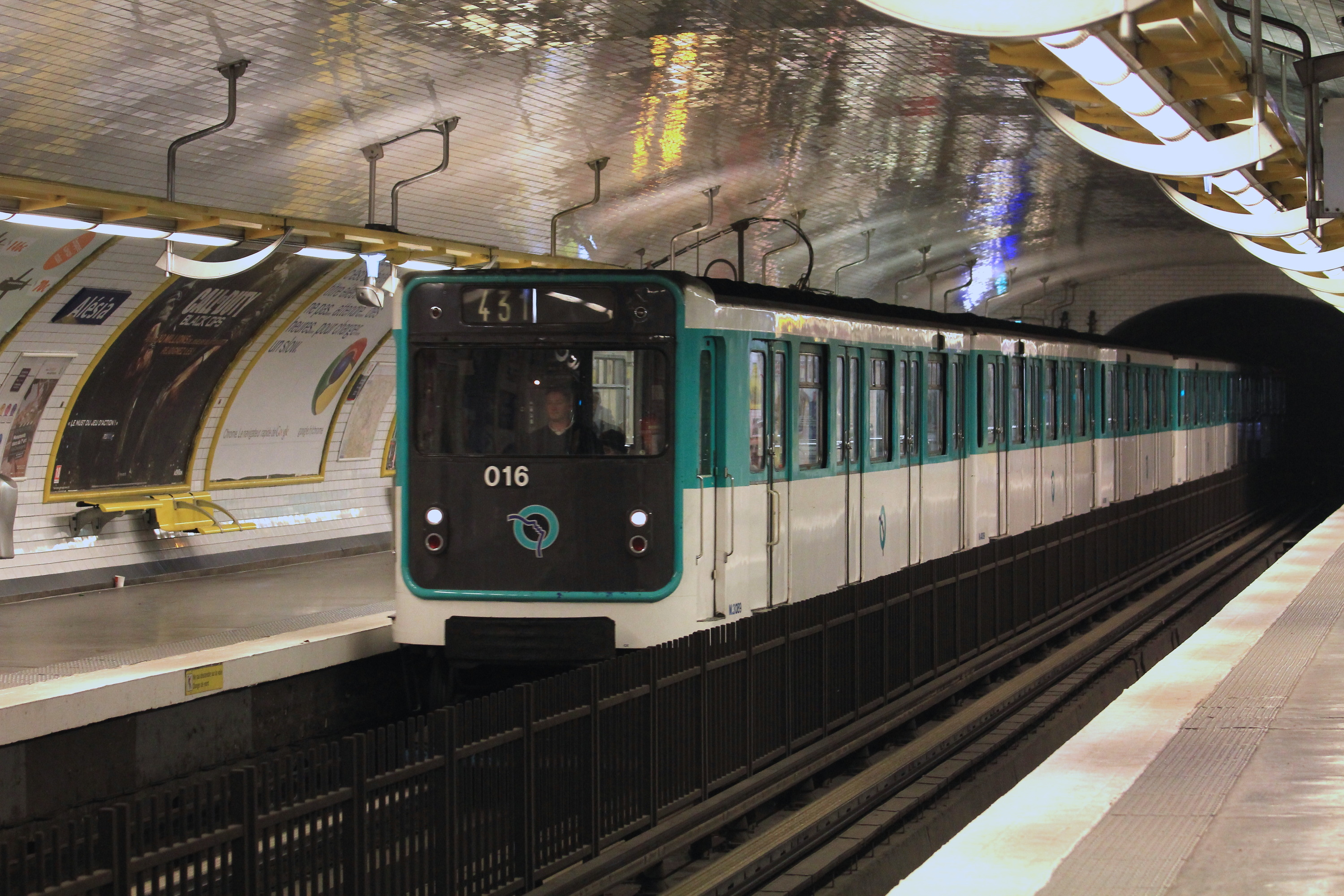
Gummibereifter Zug der Baureihe MP 59 bei der Einfahrt in Richtung Porte de Clignancourt, im Einsatz bis 2012

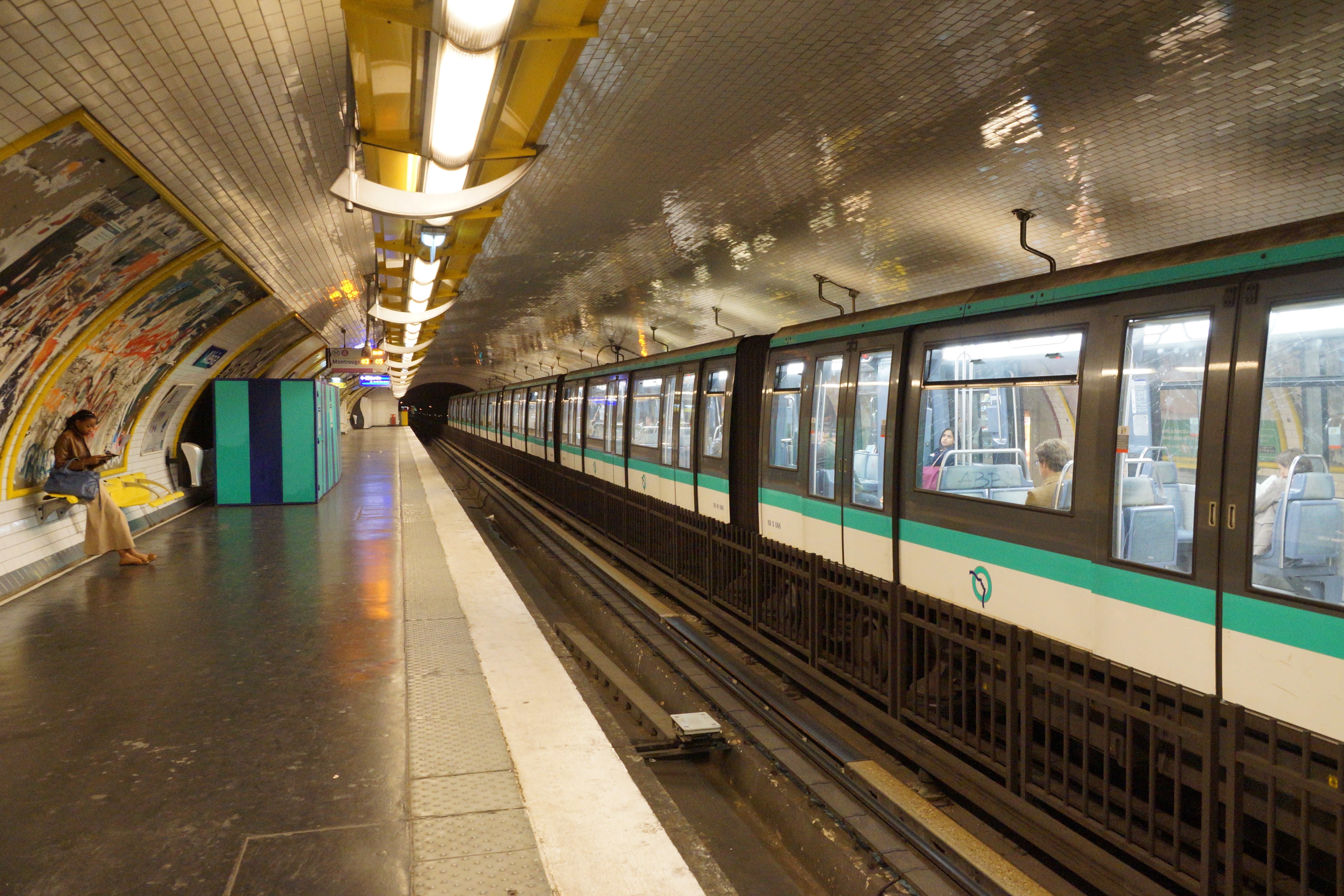
Aktuelles Rollmaterial der Baureihe MP 89, mittig eine Laufbahn aus Beton mit einem kurzen Abschnitt aus Stahl

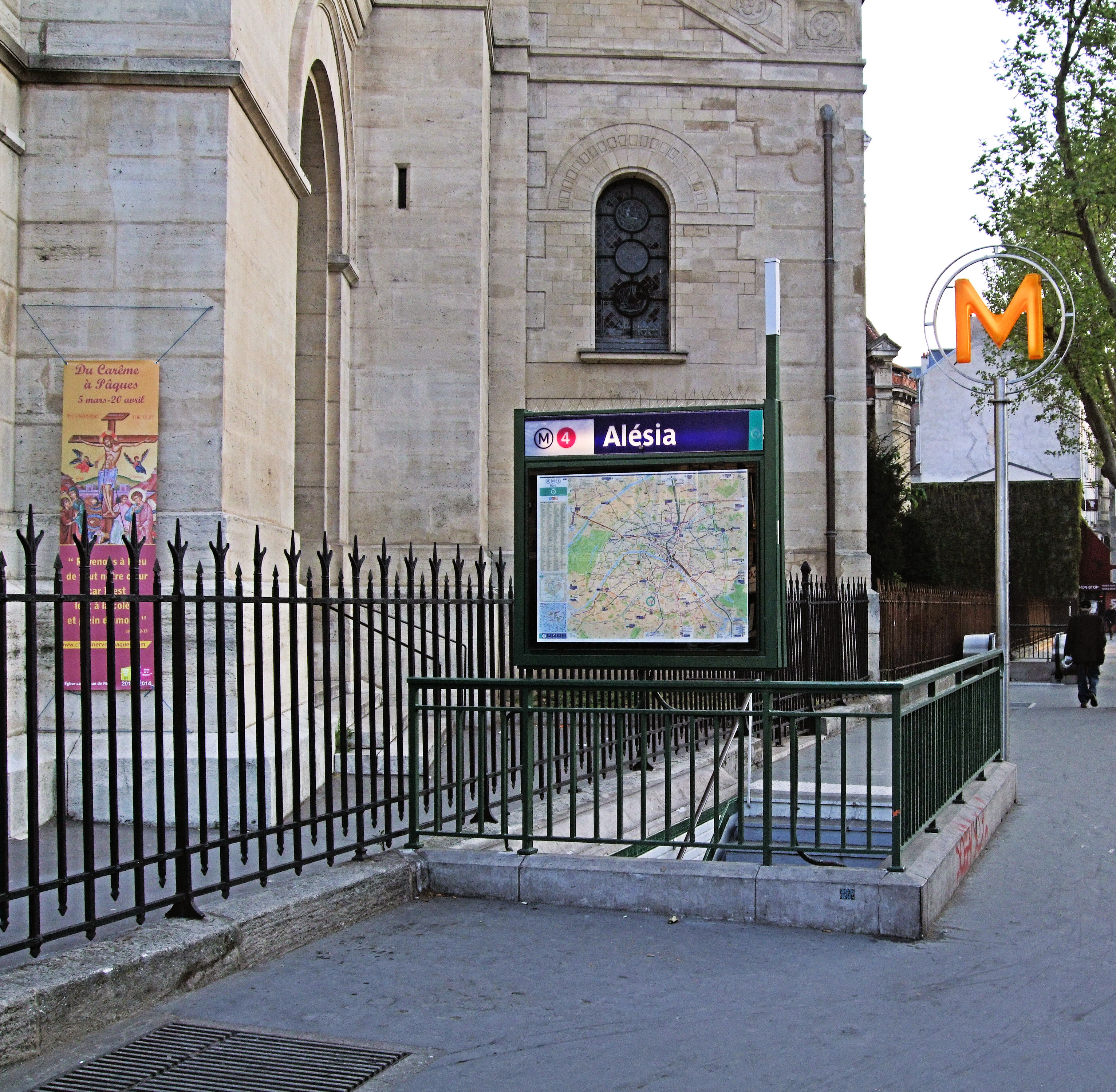
Zugang an der Kirche St-Pierre de Montrouge

Der U-Bahnhof Alésia [alezja] ist eine unterirdische Station der Linie 4 der Pariser Métro.

## Lage
Die Station befindet sich im Quartier du Petit-Montrouge des 14. Arrondissements von Paris. Sie liegt längs unter der Avenue du Général Leclerc nördlich des Platzes Place Victor-et-Hélène-Basch.

## Name
Namengebend war die Place d’Alésia, die 1944 in Place Victor Basch umbenannt wurde und seit 1992 Place Victor-et-Hélène-Basch heißt, sowie die den Platz querende Rue d’Alésia. Das befestigte Oppidum Alesia war die Hauptstadt des gallischen Volksstamms der Mandubier. Dort musste sich im Gallischen Krieg im Jahr 52 v. Chr. (Schlacht um Alesia) der keltische Anführer, der Arverner Vercingetorix, nach einer zweimonatigen Belagerung durch die Römer den Soldaten Caesars ergeben. Diese Niederlage markiert den Beginn der Gallorömischen Epoche.

## Geschichte und Beschreibung
Am 30. Oktober 1909 wurde die Station in Betrieb genommen, als die südliche Verlängerung der Linie 4 von Raspail bis Porte d’Orléans eröffnet wurde. Mitte der 1960er Jahre wurde sie von 75 m auf 90 m verlängert, um Sechs-Wagen-Züge aufnehmen zu können. Für den Verkehr mit gummibereiften Zügen wurden die Gleise beiderseits mit Fahrbalken aus Holz versehen, die mittlerweile durch Laufbahnen aus Stahl und Beton ersetzt wurden.
Die Station liegt in geringer Tiefe unter dem Straßenniveau und weist zwei Seitenbahnsteige an zwei Streckengleisen auf. Das elliptische Deckengewölbe ist weiß gefliest, die Seitenwände folgen der Krümmung der Ellipse.
Von den Zugängen sind zwei durch Masten markiert, die ein gelbes „M“ in einem Doppelkreis tragen, der dritte durch einen von Adolphe Dervaux im Stil des Art déco entworfenen Kandelaber mit dem Schriftzug METRO. Dazu existiert ein weiterer Ausgang mit einer Rolltreppe.

## Fahrzeuge
Bis 1928 verkehrten fünfteilige Züge, die zunächst aus drei zweimotorigen Triebwagen und zwei Beiwagen, später aus zwei viermotorigen Triebwagen und drei Beiwagen gebildet waren. Auf sie folgten Züge der Bauart Sprague-Thomson, die bis 1967 dort liefen, seit Oktober 1966 bereits im Mischbetrieb mit gummibereiften Sechs-Wagen-Zügen der Baureihe MP 59. Zwischen Februar und Dezember 2012 wurden die MP 59 sukzessive durch die Baureihe MP 89 CC ersetzt. Die Umstellung auf fahrerlose Züge der Baureihen MP 89 CA, MP 05 und MP 14 hat am 12. September 2022 begonnen und soll bis Ende 2023 abgeschlossen sein.

## Umgebung
In unmittelbarer Nähe der Station steht die neoromanische Kirche St-Pierre de Montrouge, welche die Place Victor-et-Hélène-Basch dominiert.